# Années 1200
Les années 1200 couvrent la période de 1200 à 1209.

## Événements

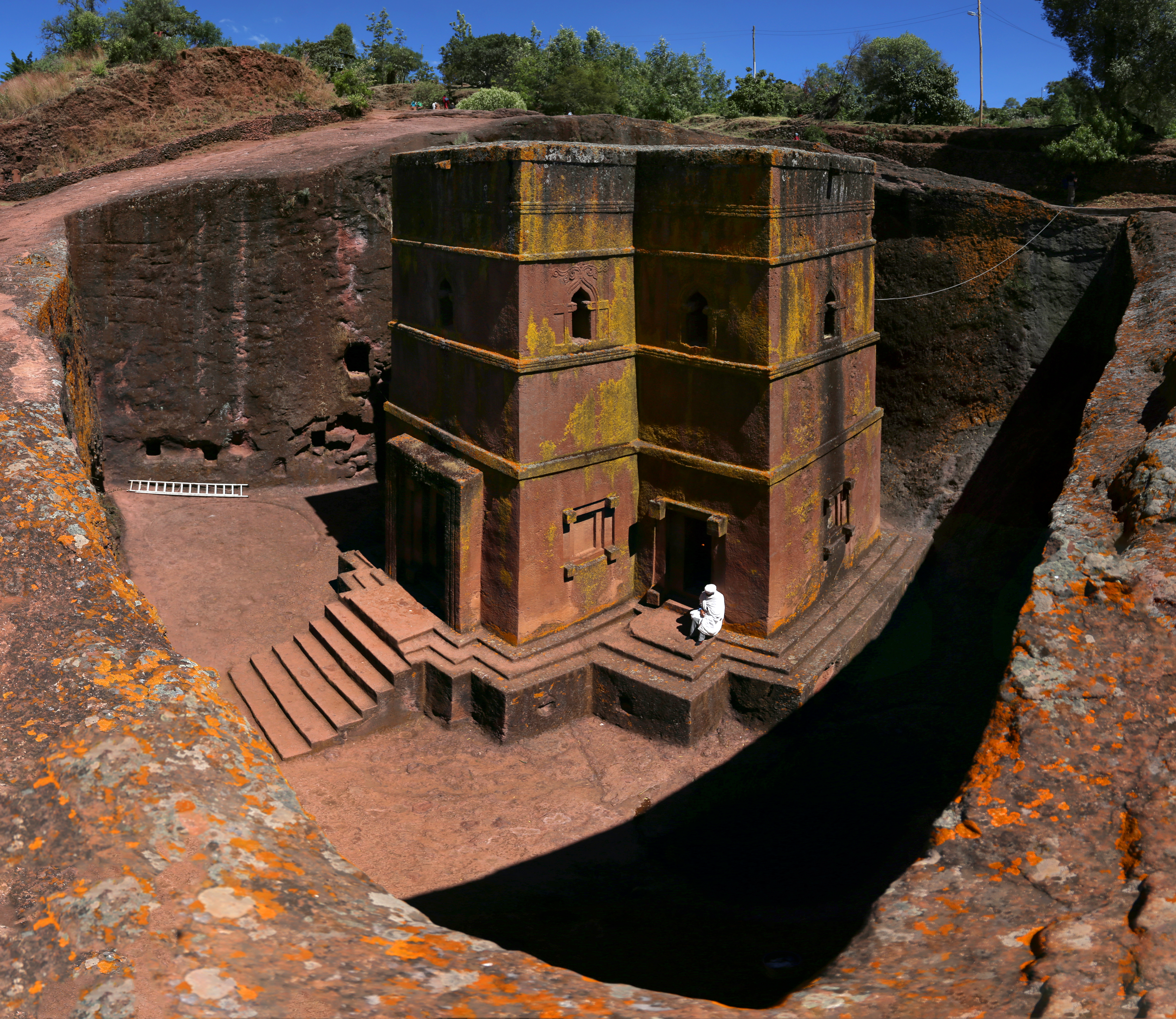
Église Saint-Georges à Lalibela.

- Vers 1200-1235 : règne de Soumaoro Kanté, roi de Sosso, en Afrique occidentale[1]. Il domine le Soudan occidental[2].

- Vers 1200 :
  - Éthiopie : la capitale du royaume d'Aksoum est transférée à Roha dans le Lasta où le roi Lalibela de la dynastie des Zagoué construira de nombreuses églises. Il donne son nom à la ville[3].
  - en Inde, le Bouddhisme, en décadence depuis le VIIe siècle, disparaît pratiquement avec les invasions musulmanes[4].
- Après 1200 : venus du Nord-Ouest les Aztèques s'installent dans la vallée de Mexico au Mexique[2].
- 1202-1207 : les Beni Ghania, émirs almoravides des Baléares prennent Tunis en 1202 et rançonnent les villes d'Ifriqya. Ils sont chassés  par les Almohades (1204-1206) qui laissent un gouverneur à Tunis, Abû Muhammad (1207), à l'origine de la dynastie des Hafsides[5].
- 1202-1204 : le général musulman Muhammad Khalji envahit le Bengale et chasse la dynastie Sena de sa capitale Nadiya[6].

- 1204-1215 : guerre entre les Ghurides et les Khwârezm-Shahs[7].
- 1206 :
  - Gengis Khan unifie la Mongolie[2]. Début des conquêtes mongoles en Asie centrale.
  - le déclin des Ghurides permet la fondation du sultanat de Delhi en Inde[7].
- 1206-1207 : guerre entre les Jin et les Song en Chine. Échec du siège de Xiangyang par les Jin[8].

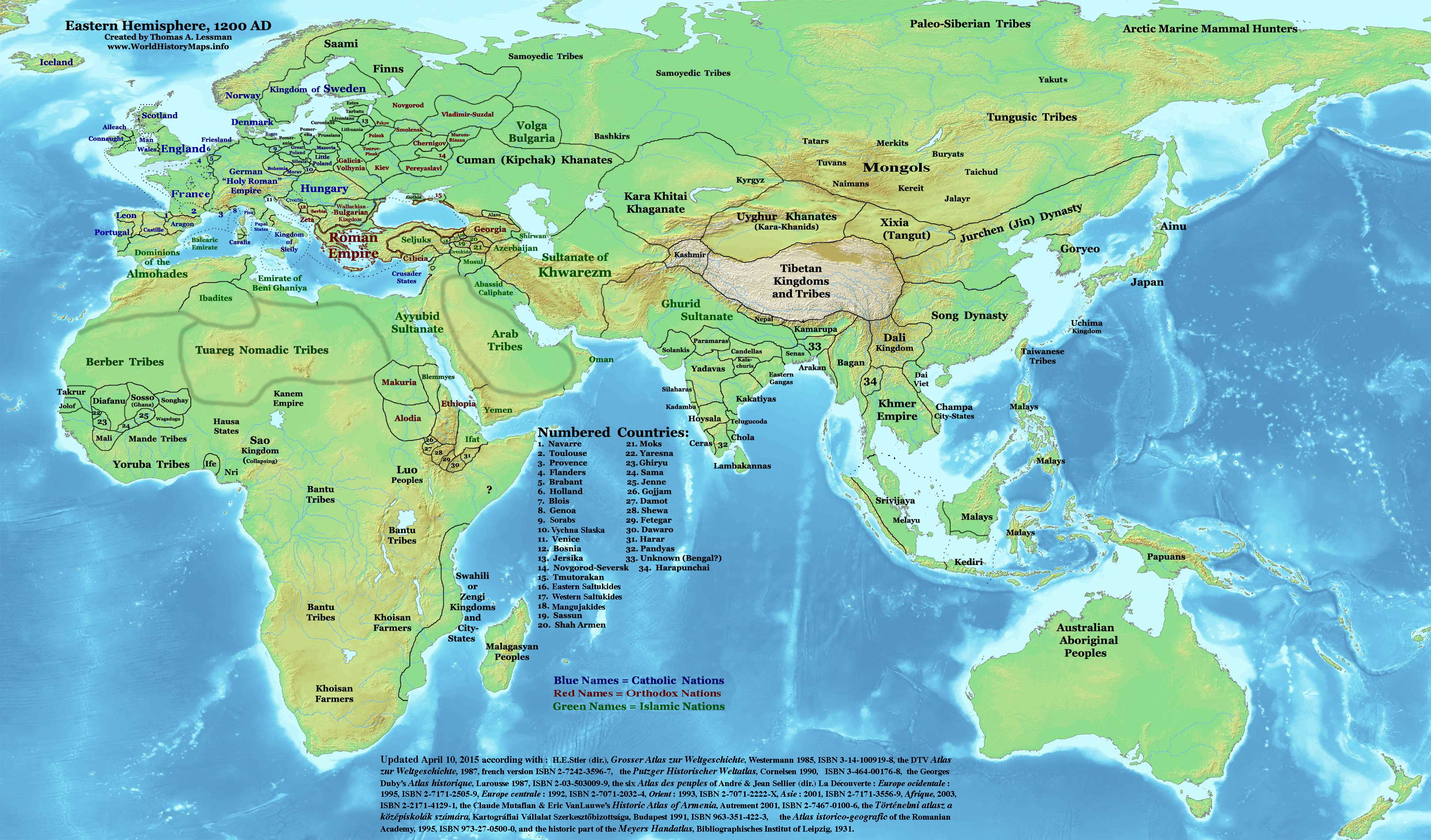
L'ancien monde vers 1200

### Europe
- 1197-1208 : guerre civile dans le Saint-Empire romain germanique entre les partisans de Philippe de Souabe et ceux d'Otton de Brunswick[9].
- Vers 1200 : l’ordre des bénédictins compte en Angleterre 225 maisons et 3500 « moines noirs ». Ils se consacrent à des travaux de copie et de chronique et à la construction de cathédrales[10].
- 1200 : l'évêque de Livonie Albert de Buxhoeveden fonde Riga, un port et une place forte, dans l'embouchure de la Daugava pour servir de tête de pont aux croisades baltes[11].
- 1200-1215 : fondation de l’université de Paris[12].
- 1202, conflit entre Capétiens et Plantagenêts : Philippe Auguste déclare Jean sans Terre félon et confisque ses possessions continentales : Normandie, Maine, Anjou, Aquitaine (entre Loire et Dordogne) ; début de la puissance territoriale capétienne[13].
- 1202-1204 : quatrième croisade détournée sur Constantinople. Sac de Constantinople[14]. Partage de l'Empire byzantin : Empire latin de Constantinople, Empire de Nicée, Empire de Trébizonde, principauté d'Achaïe, duché d'Athènes, royaume de Thessalonique, despotat d'Épire, empire maritime vénitien[15].
- 1209 : début de la croisade contre les albigeois en Languedoc (fin en 1229). Sac de Béziers[16].

## Personnages significatifs

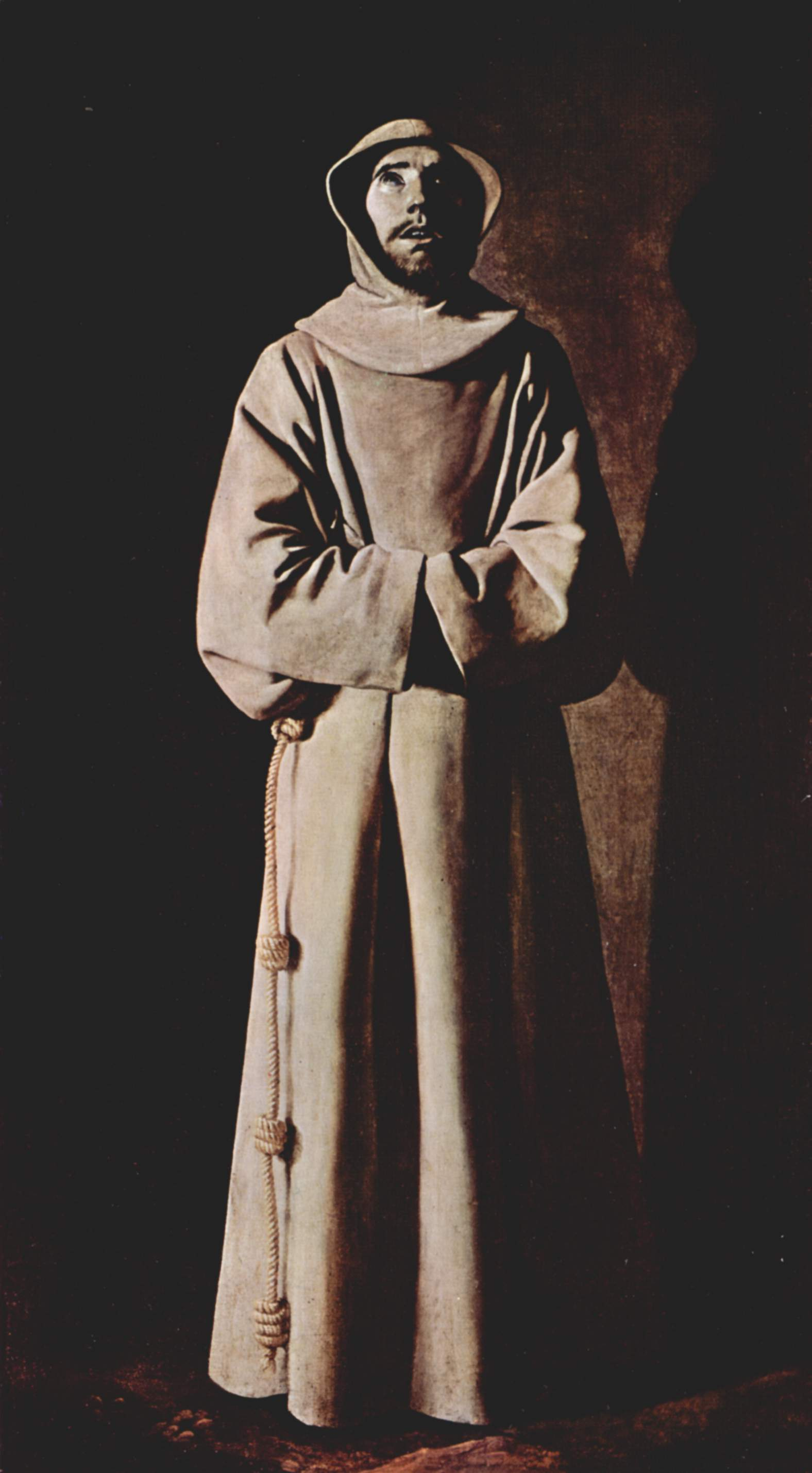
François d'Assise peint par Francisco de Zurbarán, 1645

- Ala ad-Din Muhammad - Al-Adel - Albert de Buxhoeveden - Alexis III Ange - Baudouin VI de Hainaut - Dominique de Guzmán - Enrico Dandolo - François d'Assise - Gengis Khan - Innocent III - Jean d'Angleterre - Jean Kalojan - Knut VI de Danemark - Philippe II de France - Raymond VI de Toulouse - Tokimasa Hōjō - Valdemar II de Danemark - Vsevolod III Vladimirski